# Quarterback

A quarterback (kék színnel) egy tipikus formációban

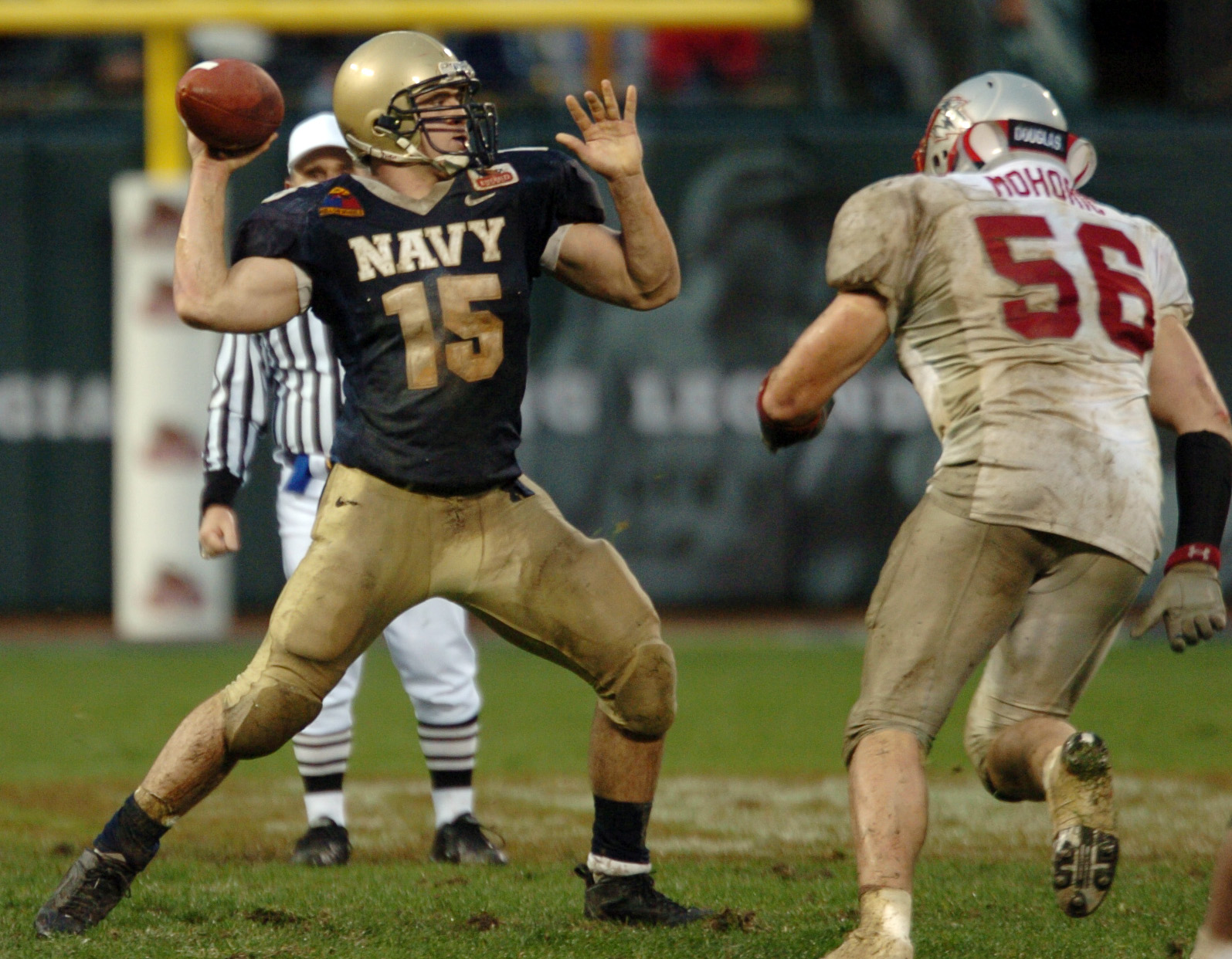
A Haditengerészeti Akadémia QB-ja, Aaron Polanco dobáshoz készül a 2004-es Emerald Bowlon

A quarterback (rövidítve QB) az amerikai futballban egy pozíció a támadócsapatban. Magyar neve irányító, mivel ő a támadók vezére, „karmestere”. Ő az, aki tudatja a támadócsapat tagjával az úgynevezett huddle-ben – ez a snap előtti megbeszélést jelenti – a következő play-t (akciót).
Az angol név a skót rögbiből ered, ahol a „quarter” (negyed) szó a játékos pozícióját jelezte a csatárok mögött. Ugyanígy fennmaradtak a halfback és fullback kifejezések is, noha a back előtti jelölés már régóta nem tükrözi az ezen a poszton játszó játékosok tényleges pozícióját az amerikai fociban.

## Szerepköre
A támadójátékok túlnyomó részében az irányító a center mögött állva fogadja a labdát, ez a snap. Két fő módja van a snap fogadásának, a „sima”, amikor közvetlenül a center mögött állva kézből kézbe kapja a labdát, illetve a „shotgun”, amikor néhány yardra a center mögött állva várja azt, és a center a kezébe hajítja. Ritkán ugyan, de előfordulnak úgynevezett „direct snap” play-ek is, amikor nem a QB kapja a labdát, hanem egy másik, a line of scrimmage mögött tartózkodó játékos.
A snap megtörténte után lényegében három lehetősége van az irányítónak: passzolja egy érvényes elkapónak (a támadófal öt játékosa nem kaphat el előrepasszt), átadja egy running backnek (ez a handoff), vagy maga indulhat meg a labdával. Természetesen, ha a snap után kellene improvizálni, hogy melyiket válassza, akkor abból hatalmas káosz lenne, így minden esetben a snap előtt meghatározzák, hogy mi fog történni. Ez szinte minden esetben a támadó koordinátor, vagy ha ilyen nincs, a főedző dolga, aki a pálya széléről követi az eseményeket. Ők tudatják az irányítóval a választott play-t, aki továbbítja azt a többieknek. Léteznek az úgynevezett „option” támadótaktikák, amelyek során a snap után az irányító nem dönt azonnal, hogy mit csinál, hanem mozgás közben a védelmet figyelve választhat, hogy átadja egy futónak, passzol, vagy ő fut. Ehhez a fajta stratégiához rendkívül atlétikus QB kell, és a gyakori futások miatti sok kapott ütés, de a nagyon gyors védelmek miatt az NFL-ben ezt ritkán alkalmazzák az irányítók óvása érdekében.
Az irányítók legfontosabb képessége természetesen a passzolási erejük és pontosságuk, de az NFL-ben és az egyetemi futballban az utóbbi időkben elterjedt kifinomult védekezési stratégiák miatt az is egyre fontosabbá vált, hogy mobilis legyen egy irányító, azaz szükség esetén maga induljon meg a labdával és nyerjen yardokat, másfelől el tudja kerülni a sacket (amikor a LOS mögött földre döntik labdástól). Ezzel együtt a labdával való futás egy QB-nél kockázatos dolog, hiszen egy irányító általában nem olyan robusztus felépítésű, mint a többi amerikaifutball-játékos, ezért a sérülés veszélye is nagyobb, és egy QB kiesése nagy vérveszteség. Az olyan irányítót, aki egyaránt képes jól passzolni és futni is, „dual-threat” quarterbacknak nevezik (kb. kettős fenyegetés). Az ő ellentéte a „pocket passer” QB, aki a támadófal által kialakított ún. „zsebben” maradva dobálja a passzait, és csak ritkán próbálja meg maga előrejuttatni a labdát. Természetesen ez a skála két szélét jelenti, a legtöbb QB átmenetet képvisel a két játékstílus között.

## A legnagyobb NFL irányítók
Az NFL-játékosok legnagyobb elismerése az, ha bekerülnek a Pro Football Hall of Fame-be, vagyis a dicsőségcsarnokba, ami az ohio-i Cantonban található. Évente csupán hat játékos kerülhet be gondos procedúra után a legendák közé, vagyis ide bejutni valóban csak a legnagyobbak kiváltsága. A következő lista az Hall of Fame-be jutott NFL irányítókat tartalmazza.
| Név                | Karrier   | Bekerülés éve |
| ------------------ | --------- | ------------- |
| Troy Aikman        | 1989-2000 | 2006          |
| Sammy Baugh        | 1937-1952 | 1963          |
| George Blanda      | 1949-1975 | 1981          |
| Terry Bradshaw     | 1970-1983 | 1989          |
| Earl "Dutch" Clark | 1931-1938 | 1963          |
| Jimmy Conzelman    | 1920-1929 | 1964          |
| Len Dawson         | 1957-1975 | 1987          |
| Paddy Driscoll     | 1919-1929 | 1965          |
| John Elway         | 1983-1998 | 2004          |
| Dan Fouts          | 1973-1987 | 1993          |
| Benny Friedman     | 1927-1934 | 2005          |
| Otto Graham        | 1946-1955 | 1965          |
| Bob Griese         | 1967-1980 | 1990          |
| Arnie Herber       | 1930-1945 | 1966          |
| Sonny Jurgensen    | 1957-1974 | 1983          |
| Jim Kelly          | 1986-1996 | 2002          |
| Bobby Layne        | 1948-1962 | 1967          |
| Sid Luckman        | 1939-1950 | 1969          |
| Dan Marino         | 1983-1999 | 2005          |
| Joe Montana        | 1979-1994 | 2000          |
| Warren Moon        | 1984-2000 | 2006          |
| Joe Namath         | 1965-1977 | 1985          |
| Clarence Parker    | 1937-1946 | 1972          |
| Bart Starr         | 1956-1971 | 1977          |
| Roger Staubach     | 1969-1979 | 1985          |
| Fran Tarkenton     | 1961-1978 | 1986          |
| Y. A. Tittle       | 1948-1964 | 1971          |
| Johnny Unitas      | 1956-1973 | 1979          |
| Norm Van Brocklin  | 1949-1960 | 1971          |
| Bob Waterfield     | 1945-1952 | 1965          |
| Steve Young        | 1985-1999 | 2005          |